# União das Igrejas Evangélicas Congregacionais do Brasil
A União das Igrejas Evangélicas Congregacionais do Brasil (UIECB) é uma associação civil de caráter religioso e filantrópico, para fins não econômicos, organizada para associar e representar igrejas evangélicas congregacionais do Brasil, promovendo cooperação mútua em diversas áreas como o evangelismo, missões nacionais e estrangeiras, educação religiosa e teológica e outras atividades ministeriais. É atualmente a maior denominação congregacional no país.

## História
A origem da UIECB está no trabalho missionário realizado pelo casal Robert Reid Kalley e Sarah Poulton Kalley, que chegaram à cidade do Rio de Janeiro, capital do Império do Brasil, em 10 de maio de 1855 para iniciarem nessa no Brasil um trabalho que duraria 21 anos e 57 dias.
O casal Kalley, chegado ao Rio, foi instalar-se em Petrópolis, numa casa conhecida como Gernheim ("lar da boa vontade"). Nessa mesma casa, em 19 de agosto de 1855, um domingo à tarde, Kalley e sua esposa instalaram a primeira classe de Escola Dominical, contando com cinco crianças, filhos de cidadãos americanos. Foi contada a história do profeta Jonas.
Com o desenvolvimento do trabalho, Kalley escreveu a amigos e antigos companheiros que estavam em Ilinnois, convidando-os a virem auxiliá-lo no Brasil. O primeiro a chegar foi Wiliam Deatron Pitt, jovem inglês que havia sido educado por Sarah na Inglaterra. Pouco depois vierem três casais de madeirenses:  Francisco da Gama, Francisco de Souza Jardim e Manoel Fernandes, com suas respectivas famílias.
O primeiro crente batizado pelo Dr. Kalley foi o português José Pereira de Souza Louro, em 8 de novembro de 1857. Mas foi em 11 de julho de 1858 que ele organizou a primeira igreja evangélica de regime congregacionalista no Brasil: A Igreja Evangélica Fluminense. Foi organizada com 14 membros tendo sido batizado naquele dia o sr. Pedro Nolasco de Andrade, primeiro brasileiro batizado por Kalley.
Evangelistas e co-pastores preparados por Kalley espalharam a mensagem do Evangelho por diferentes áreas do país, chegando à região do Nordeste, propriamente em Recife, estado de Pernambuco, onde o próprio Kalley organizou a Igreja Evangélica Pernambucana no ano de 1873. A partir dessas duas igrejas, outras foram implantadas em outras cidades.
Kalley deixou um grande legado não só para as igrejas que se originaram de seu ministério, mas também para todo o Protestantismo brasileiro. Através de sua luta, num período em que não havia liberdade religiosa, alcançou conquistas substanciais que passaram a constituir um legado para todos os brasileiros não católicos e para a história do direito civil brasileiro. O casamento civil, a utilização de cemitérios públicos e o registro dos filhos de pessoas não católicas foram conquistas que realçaram a liberdade religiosa brasileira até os dias de hoje. Kalley deixou também uma hinologia básica para várias denominações comporem os seus hinários.
Kalley voltou para a Escócia em 10 de julho de 1876, tendo deixado à Igreja Evangélica Fluminense uma súmula doutrinária composta por 28 artigos conhecida como "Breve Exposição das Doutrinas Fundamentais do Cristianismo" e João Manoel Gonçalves dos Santos foi seu substituto no pastorado da mesma Igreja.
Kalley veio a falecer em 7 de janeiro de 1888. Após sua morte, sua mulher, Sarah Kalley, criou a  Help for Brazil Mission, com o objetivo de enviar obreiros para trabalharem nas igrejas fundadas por seu marido.
No ano de 1913, treze igrejas locais originárias do trabalho do casal Kalley se reuniram e formaram a União das Igrejas Evangélicas Indenominacionais, que mais tarde passaram a ser chamadas Congregacionais. Essas igrejas possuíam em comum a forma de governo congregacional e subscreviam como declaração de fé a Breve Exposição das Doutrinas Fundamentais do Cristianismo.
A partir de 1942 as igrejas Congregacionais estiveram unidas à Igreja Cristã Evangélica do Brasil (ICEB), formando uma denominação que veio a se chamar União das Igrejas Evangélicas Congregacionais e Cristãs do Brasil (UIECCB). Esta união durou até janeiro de 1968. Em 1969 foi aprovada a Constituição da nova entidade que agregara as igrejas congregacionais do país - União das Igrejas Evangélicas e Congregacionais do Brasil.

## Dissidências da UIECB

#### Igreja Cristã Evangélica - Casa de Oração (1878)
A Igreja Cristã Evangélica - Casa de Oração surgiu no Brasil em 1878, quando um grupo de 26 membros da Igreja Evangélica Fluminense, influenciados pelas ideias darbistas de Richard Holden, que atuava como pastor auxiliar de Robert Kalley, fundou a primeira Casa de Oração. Holden, missionário escocês pioneiro no Brasil, inicialmente ligado à Igreja Episcopal, destacou-se pela tradução de hinos e pelo trabalho evangelístico na Amazônia e em Salvador, enfrentando perseguições e divergências teológicas.
Após se desligar da Igreja Evangélica Fluminense em 1871 devido a sua defesa da autonomia das igrejas locais lideradas por anciãos leigos, Holden tornou-se darbista declarado e fundou a primeira Casa de Oração em Portugal. Retornou ao Brasil em 1879 para organizar a nova igreja, consolidando a presença das Casas de Oração, que se destacam pela simplicidade litúrgica, autonomia e ênfase na interpretação dispensacionalista da Bíblia.

#### Igreja Evangélica Congregacional de Volta Redonda (IECVR) (1966)
A Igreja Evangélica Congregacional de Volta Redonda foi fundada em 1956, na cidade de Volta Redonda, na região sul do Rio de Janeiro, após a iniciativa de Eloé de Souza Cruz, um membro da Igreja Metodista local, que, ao não se identificar com alguns procedimentos da sua igreja, sugeriu a criação de um trabalho congregacional. Em parceria com o Presbítero Moisés Leite e o apoio da Igreja Evangélica Congregacional de Paracambi, a primeira reunião oficial aconteceu em 29 de março de 1956, no lar do irmão José César de Medeiros. No dia 15 de julho de 1956, a igreja foi oficialmente organizada sob a liderança do pastor Elmir de Oliveira Lemos.
Em 1966, a Igreja Evangélica Congregacional de Volta Redonda (IECVR) se desligou da União das Igrejas Evangélicas Congregacionais do Brasil (UIECB). A separação ocorreu devido a divergências teológicas, já que, ao contrário da UIECB e da Igreja Evangélica Congregacional de Paracambi, que mantiveram uma postura tradicional, a IECVR adotou práticas pentecostais, incorporando elementos característicos desse movimento como o uso da Harpa Cristã no lugar do hinário Salmos & Hinos, estrutura eclesiástica com igrejas-sede e filiais lideradas por um pastor-presidente, valorização da glossolalia como evidência do batismo no Espírito Santo, ênfase na doutrina dispensacionalista e evangelismo de rua, além da criação de cargos como evangelista e missionária. Essa mudança a levou a se tornar independente, alinhando-se ao pentecostalismo histórico.
Embora tenha deixado de ser afiliada à UIECB, mantém uma relação respeitosa com outras igrejas congregacionais, porém aproximando-se doutrinariamente das Assembleias de Deus, reforçando sua identidade distinta e independente em relação às demais igrejas congregacionais brasileiras.Está presente nos estados do Rio de Janeiro, Minas Gerais e São Paulo.

#### Aliança das Igrejas Evangélicas Congregacionais do Brasil (1967)
A Aliança das Igrejas Evangélicas Congregacionais do Brasil é uma denominação congregacional formada em 1967 por igrejas que passaram por uma mudança de posicionamento sobre as doutrinas pentecostais, aderindo ao movimento de renovação. Estas igrejas foram excluídas da UIECB por seus posicionamentos. Atualmente voltou a relacionar-se com a UIECB e mantem um modus videndi com a mesma, instituto pelo qual ambas as denominações reconhecem-se mutualmente como irmãs e permitem a circulação de ministros.

#### Igreja Cristã Evangélica do Brasil (1968)
A antiga Igreja Cristã Evangélica (ICE) passou por um processo de fusão com a União das Igrejas Evangélicas Congregacionais do Brasil (UIECB) em 1942, quando a denominação foi incorporada à UIECB devido ao apoio de missões evangélicas como a União Evangélica Sul-Americana e o Socorro para o Brasil, que desempenharam papéis significativos no fortalecimento da denominação durante esse período.
No entanto, em 1968, as antigas igrejas da ICE se separaram da UIECB restabelecendo a denominação como uma organização independente. Essa separação deu origem a duas novas entidades: uma baseada em Goiás e outra composta por igrejas em São Paulo e no Distrito Federal. Ambas permaneceram independentes até 1979, quando se reunificaram para formar a atual Igreja Cristã Evangélica do Brasil. Atualmente, a denominação possui um modus vivendi com a UIECB.

#### Igreja Puritana Reformada do Brasil (2009)
A Igreja Puritana Reformada do Brasil (IPRB), anteriormente denominada Igreja Congregacional Kalleyana e Associação das Igrejas Congregacionais Kalleyanas, é uma denominação de orientação reformada e calvinista, fundada em 2008 por congregações que se desvincularam da União das Igrejas Evangélicas Congregacionais do Brasil (UIECB). Este movimento foi influenciado pelas tradições teológicas dos inconformistas ingleses, da Igreja Livre da Escócia e de outros grupos associados ao Puritanismo, destacando-se pela defesa rigorosa da doutrina bíblica reformada.
A IPRB adota como seus símbolos de fé os Padrões de Westminster, que incluem a Confissão de Fé, o Catecismo Maior e o Breve Catecismo de Westminster. Além disso, mantém documentos próprios de orientação doutrinária, como o Pequeno Catecismo Congregacional Kalleyano, Reflexões Bíblicas e Bem-Aventurado, Senhor dos Senhores, Jesus Cristo.
Embora sua base seja no sudeste do estado do Rio de Janeiro, a igreja oferece assistência pastoral em outras regiões, incluindo o ABC Paulista e Jundiaí, em São Paulo. A expansão da IPRB também está em curso no Nordeste, visando estabelecer novas congregações nessa região do país.
A IPRB enfatiza a pregação expositiva das Escrituras e a prática de uma fé conforme os princípios reformados históricos, com uma abordagem congregacionalista na administração eclesiástica.

## UIECB hoje
A UIECB conta hoje com mais de 400 igrejas associadas, e mais de 500 ministros ordenados, e sua ação missionária se estende a todos os estados brasileiros e à países como Portugal, Espanha, Turquia, Bolívia, Uruguai, Peru, Argentina, Níger etc. Mas não apenas a UIECB faz missões: igrejas locais, sozinhas ou em parcerias, tem enviado obreiros para várias partes do Brasil e do Mundo.
A UIECB possui duas instituições teológicas que se dedicam à formação de obreiros para as igrejas evangélicas congregacionais: O Seminário Teológico Congregacional do Rio de Janeiro (STCRJ) e o Seminário Teológico Congregacional do Nordeste (STCN).
As igrejas locais estão agrupadas em associações regionais.

## Departamentos
A UIECB possui Departamentos, que são órgãos que executam os serviços específicos e podem ter ramificações regionais.
A UIECB possui os seguintes departamentos:
1. Departamento de Evangelização e Missões - DEM
2. Departamento de Atividades Ministeriais - DAM
3. Departamento de Educação Teológica - DET
4. Departamento de Educação Religiosa e Publicações - DERP

## Confederações
Confederações, são órgãos criados com o fim de coordenar as atividades leigas das Igrejas associadas. A UIECB possui as seguintes Confederações:
1. Confederação das Uniões Auxiliadoras Femininas - COUAF
2. Confederação das Uniões de Homens Evangélicos Congregacionais - CONFEHUEC
3. Confederação da Mocidade Evangélica Congregacional - COMEC
4. Confederação das Uniões de Adolescentes Congregacionais - COUAC
Ąlém das Federações, que são as uniões dos estados. E tudo isso que já está tomando conta do Brasil, ainda está só no começo. Junte-se a nós, se torne um congregacional!

## Relações Internacionais
Desde a década de 1980, a UIECB está associada à Comunhão Congregacional Evangélica Mundial (em inglês, World Evangelical Congregational Fellowship ou WECF), associação que reúne igrejas congregacionais de cerca de 14 países.